# Стыкув (Подкарпатское воеводство)
Стыкув (пол. Styków) — село (деревня) в Польше, входит в Подкарпатское воеводство, Жешувский повят, гмина Глогув-Малопольски.
Население — 845 человек (2011).

## География
Находится на юго-востоке Польши.
Расположен примерно в 17 км к северу от города Жешува.